# Olof Walter
Olof Walter (i riksdagen kallad Walter i Mörsil), född 2 augusti 1851 i Mörsils socken, död 17 december 1926 i Östersund, var en svensk handlare och politiker (liberal).

## Biografi
Walter var först bonde, men blev från 1888 även handlare i stationssamhället Mörsil. Han var medlem i skarpskytterörelsen, (där han tog sitt efternamn) och också aktiv i rösträttsrörelsen, bland annat som ledamot i 1893 års folkriksdag.
Han var riksdagsledamot i andra kammaren för Jämtlands västra domsagas valkrets 1894–1899. I riksdagen anslöt han sig 1894 till Gamla lantmannapartiet, men övergick till Folkpartiet då detta bildades 1895. Han var suppleant i tillfälliga utskottet 1894–1895 och engagerade sig bland annat för en grundlagsreform för att stärka riksdagens ställning.
Walter var även spelman, och finns representerad i Svenska låtar Jämtland och Härjedalen (1926–1927) med 14 låtar som upptecknades 1902 av Nils Andersson.
Han är gravsatt på Mörsils västra kyrkogård.